# Felice Ippolito
Felice Ippolito, né le 16 novembre 1915 à Naples et mort le 24 avril 1997 à Rome, est un géologue et un ingénieur italien, promoteur du développement de l'énergie nucléaire en Italie.

## Biographie
Il devient ingénieur civil en 1938, en se spécialisant en géologie ; en 1950, il obtient la chaire de géologie appliquée à l'université de Naples. Son intérêt pour l'énergie nucléaire civile dérive de ses activités de géologue dans la recherche de l'uranium. En 1952, il devient secrétaire général pour l'emploi de l'énergie nucléaire, devenu en 1960, le Comitato Nazionale per l'Energia Nucleare (CNEN), l'ancêtre de l'ENEA.
À ce poste, il contribue aux différents projets dont les centrales de Latina, du Garigliano et de Trino Vercellese. En décembre 1955, il contribue à la fondation du Parti radical italien, avec d'autres personnalités de la gauche libérale de la revue Il Mondo.
En août 1963, éclate l'affaire Ippolito, sur la mauvaise administration du CNEN. Il est arrêté en 1964 puis condamné à 11 ans de prison. Beaucoup le considèrent comme un bouc émissaire afin de bloquer l'énergie nucléaire au profit de la naissante industrie pétrolière (mort mystérieuse d'Enrico Mattei en 1962). Il est gracié par Giuseppe Saragat après deux ans de prison. Il fonde en 1968 la revue Le Scienze, version italienne de Scientific American. Il devient député européen entre 1979 et 1989, avec le Parti communiste italien.